# Hieronymus Annoni

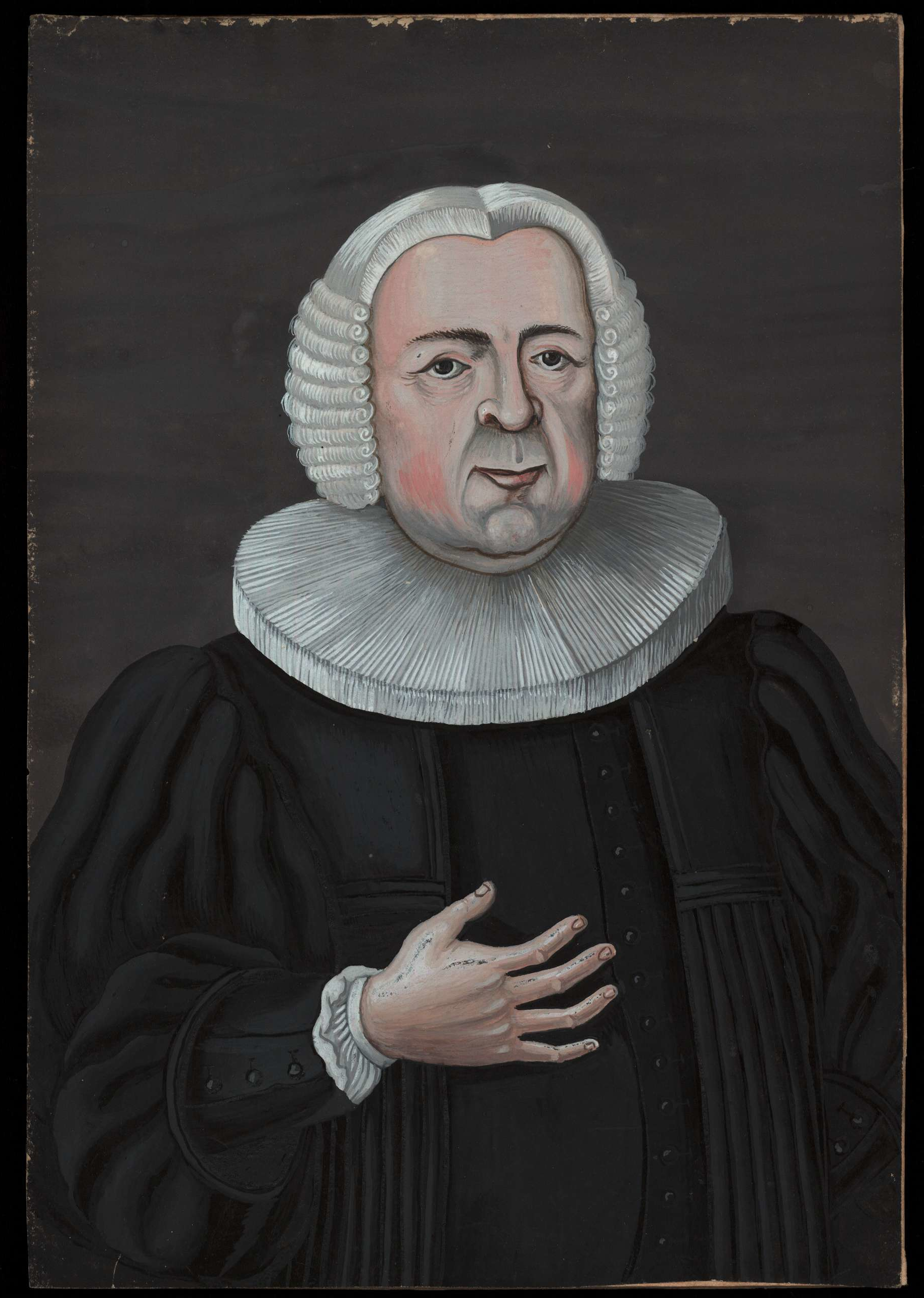
Hieronymus Annoni

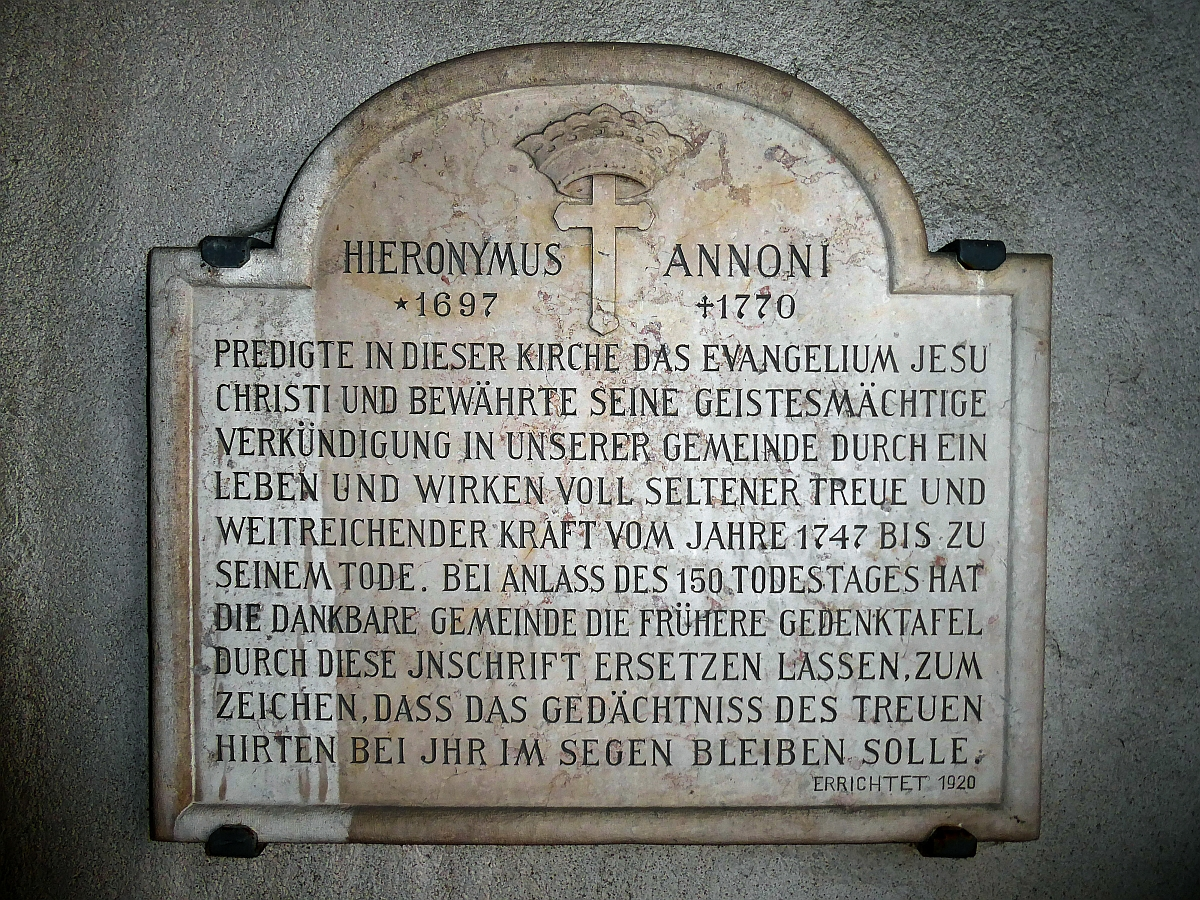
Gedenktafel innerhalb der Ringmauer der Wehrkirche St. Arbogast in Muttenz, Basel-Landschaft

Hieronymus Annoni, auch d’Annone, (* 12. September 1697 in Basel; † 10. Oktober 1770 in Muttenz) war ein reformierter Theologe und Kirchenliederdichter aus der Schweiz und gilt als der Begründer des Basler Pietismus.

## Leben
Er wurde als Sohn eines Uhrmachers und Ratsherrn geboren; seine Vorfahren waren aus Glaubensgründen aus dem Tal des Tanaro im Piemont geflohen. Nach einem Theologiestudium an der Universität Basel gelangte er als Hauslehrer in Schaffhausen zum Pietismus und vertiefte seine Überzeugungen durch Reisen durch die Schweiz (1729, 1730–1731), Deutschland (1732–1733, 1736) und die Niederlande (1736), auf denen er mit führenden Pietisten zusammentraf. 1740 wurde er Pfarrer in Waldenburg BL und 1747 in Muttenz.
Annoni wurde vor allem bekannt durch seine Predigttätigkeit. 1756 rief er eine Gesellschaft von guten Freunden ins Leben, die zur Vorläuferin der 1780 durch Johann August Urlsperger in Basel gegründeten Deutschen Christentumsgesellschaft wurde.
Im Gesangbuch der Evangelisch-reformierten Kirchen der deutschsprachigen Schweiz von 1998 sind zwei Lieder von Annoni enthalten, nämlich Es segne uns der Herr (Nr. 350) und Hilf, A und O (Nr. 549).
Hieronymus Annoni legte auch eine Sammlung von Fossilien an, und zwar aus theologischen Gründen: Die Versteinerungen waren ihm Zeugnisse der biblischen Sintflut.

## Werke (Auswahl)
- Der Bettel-Stand, ein guter Stand, Wenn man mit Herz und Mund und Hand Braf für die Himmels-Thüre trittet, Und ernstlich klopfet, sucht und bittet. Denn ist, wenn sie wird aufgethan, der Bettel-Mann ein Edelmann. Bischoff, Basel 1774. (Digitalisat)
- Der Geistliche Stunden-Ruffer, Oder Erbauliche Betrachtungen, zu beten und zu singen, so oft die Uhr schlägt. Bischoff, Basel 1774. (Digitalisat)
- Geistliche Lieder-Buschel Für Gutwillige Himmels-Pilger. Bischoff, Basel 1774. (Digitalisat)
- Jesus, der wahrhaftige Sünder-Freund, zur Reitzung aller Sünder vor die Augen gemahlet. Luc. 15, 1–10. Bischoff, Basel 1774. (Digitalisat)
- Erbauliche Land-Andachten, oder zufällige Gedanken über das einfältige Land-Leben. Bischoff, Basel 1774. (Digitalisat)
- Die Christliche Wanderschaft, Vorgestellt In einem geistlichen Pilger-Lied, Oder Reim-Gespräche, zwischen Christian und Gamaliel. Bischoff, Basel 1786. (Digitalisat)
- Die grosse Wichtigkeit der christlichen Liebe gegen Gott und dem Nächsten. Bischoff, Basel,o. J. (Digitalisat)